# Rigoberto
Rigoberto  è un nome proprio di persona italiano maschile.

## Varianti
- Maschili: Ricoberto[1]
- Femminili: Rigoberta[2]

### Varianti in altre lingue
- Anglosassone: Ricberht
- Francese: Rigobert
- Germanico: Ricbraht[3], Ricbert[3], Ricpert[3], Richbert[3], Rigbert[3], Rigobert[3]
  - Femminili: Ricberta[3], Ricuberta[3], Riberta[3]
- Inglese: Rigobert
- Inglese antico: Ricbyhrt
- Latino: Ricobertus[1]
- Polacco: Rygobert
- Tedesco: Rigobert

## Origine e diffusione
Deriva dal nome germanico Richbert, composto dai termini ric ("potente") e beraht (o berht, "splendente", "famoso", "illustre"); il suo significato può essere interpretato come "signore illustre".

## Onomastico
L'onomastico si festeggia il 4 gennaio in memoria di san Rigoberto, vescovo di Reims.

## Persone

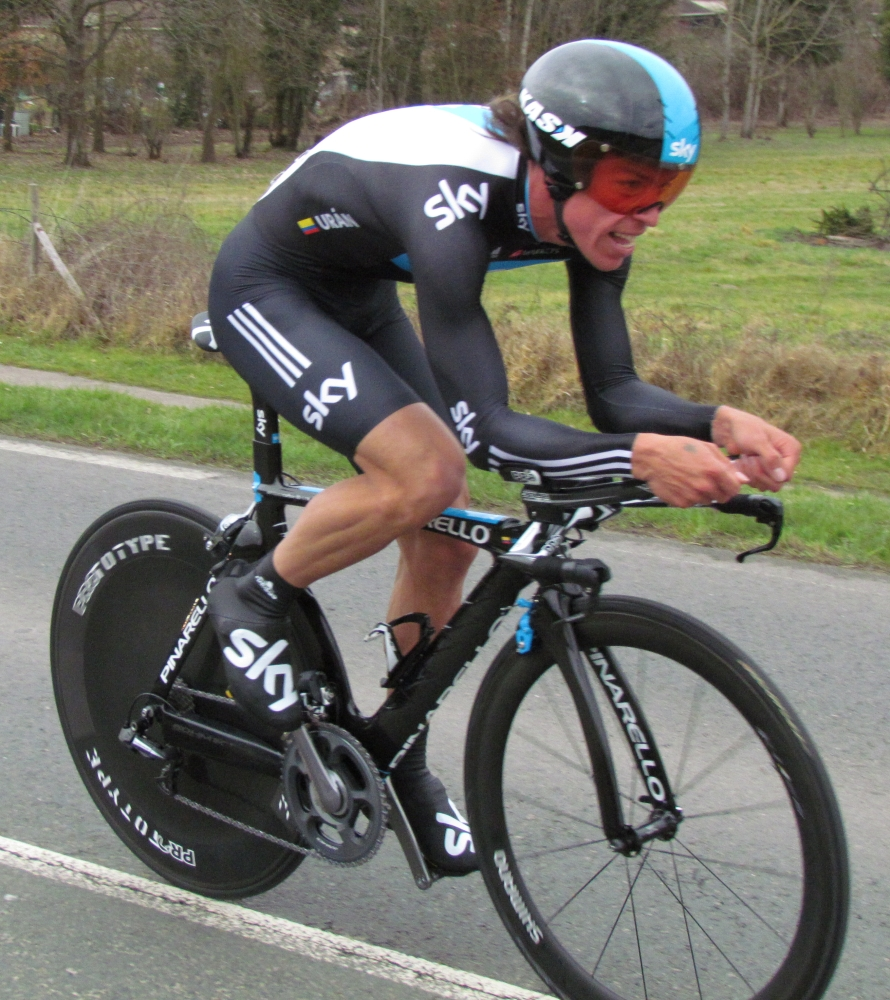
Rigoberto Urán

- Rigoberto di Reims, vescovo e monaco franco
- Rigoberto Cisneros, calciatore messicano
- Rigoberto Gómez, calciatore honduregno naturalizzato guatemalteco
- Rigoberto López Pérez, poeta e compositore nicaraguense
- Rigoberto Padilla, calciatore honduregno
- Rigoberto Urán, ciclista su strada colombiano

### Varianti maschili

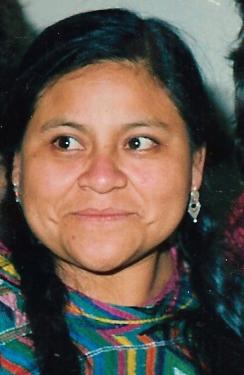
Rigoberta Menchú Tum

- Ricberht dell'Anglia orientale, re dell'Anglia orientale
- Rigobert Song, calciatore camerunese

### Variante femminile Rigoberta
- Rigoberta Menchú Tum, pacifista guatemalteca